# Темпести, Джованни Баттиста
Джованни Баттиста Темпести (итал. Giovanni Battista Tempesti; 9 августа 1729, Вольтерра — 2 февраля 1804, Пиза) — итальянский живописец, работавший в основном в Пизе (Тоскана).

## Биография
Темпеста родился в Вольтерре, в Тоскане. Учился живописи в Пизе. В 1757 году он отправился в Рим, где стал учеником Плачидо Костанци и испытал влияние живописца академического направления Помпео Батони.
Для церкви Сан-Доменико в Пизе он написал сцены из жизни Святой Кьяры Гамбакорти (1782), а для собора — «Служение мессы папой Евгением III». Он расписал фресками музыкальную комнату в палаццо Питти для Леопольда I, а также создал несколько фресок во дворцах и виллах в Пизе. Среди его работ — фреска «Тайная вечеря» для собора Пизы, фрески для зала архиепископа, «Слава блаженного Раньери» и «Мученичество Святой Урсулы» для оратория Сан-Вито в Пизе. Фрески для церкви Сан-Вито были уничтожены во время бомбардировок во время Второй мировой войны. Он также писал фрески для палаццо Ланфредуччи в Пизе.
Художник скончался в Пизе в 1804 году и был похоронен на кладбище Кампо-Санто на площади Пьяцца дель Дуомо. Надгробие создал Томмазо Мази.